# Elsie Ferguson
Elsie Louise Ferguson (New York, 19 augustus 1883 - New London, 15 november 1961) was een Amerikaans actrice. Zij was zeer bekend om haar optredens op Broadway, waar zij een grote ster was. Ook heeft ze in veel stomme films gespeeld.
Elsie Ferguson trouwde vier keer, waarvan drie scheidingen. 

## Filmografie
- The Rise of Jenny Cushing (1917)
- Barbary Sheep (1917)
- Under the Greenwood Tree (1918)
- The Spirit That Wins (1918)
- Heart of the Wilds (1918)
- The Danger Mark (1918)
- A Doll's House (1918)
- The Lie (1918)
- The Song of Songs (1918)
- Rose of the World (1918)
- Counterfeit (1919)
- The Witness for the Defense (1919)
- A Society Exile (1919)
- The Avalanche (1919)
- Eyes of the Soul (1919)
- The Marriage Price (1919)
- His Parisian Wife (1919)
- Lady Rose's Daughter (1920)
- His House in Order (1920)
- Forever (1921)
- Footlights (1921)
- Sacred and Profane Love (1921)
- Outcast (1922)
- The Unknown Lover (1925)
- Scarlet Pages (1930)